# Curling-Weltmeisterschaft der Damen 1990
Die Curling-Weltmeisterschaft der Damen 1990 (offiziell: World Women’s Curling Championship 1990) war die 12. Austragung der Welttitelkämpfe im Curling der Damen. Das Turnier wurde vom 1. bis 7. April des Jahres in der schwedischen Stadt Västerås in den Rocklundahallen ausgetragen.
Die Norwegerinnen bejubelten ihren ersten WM-Titel gegen Schottland. Da es kein Spiel um den dritten Platz gab, erhielten Kanada und Dänemark gemeinsam die Bronzemedaille. Erstmals nahm eine japanische Mannschaft teil.
Gespielt wurde ein Rundenturnier (Round Robin), was bedeutet, dass Jeder gegen jeden antritt.

## Teilnehmende Nationen
| BR Deutschland | Dänemark | Frankreich | Japan | Kanada |
| --- | --- | --- | --- | --- |
| EC Oberstdorf, Oberstdorf Skip: Almut Hege-Schöll Third: Susanne Fink-Koch Second: Stefan Rossler Lead: Ina Räderer Ersatz: Josefine Einsle | Hvidovre CC, Hvidovre Fourth: Helena Blach Third: Malene Krause Skip: Lone Kristoffersen Lead: Gitte Larsen   | Megève CC, Megève Fourth: Brigitte Lamy Third: Paulette Sulpice Second: Jocelyn Lhenry Lead: Guylaine Fratucello Ersatz: Annick Mercier  | Kitami CC, Kitami Skip: Midori Kudoh Third: Kaori Tatezaki Second: Etsuko Ito Lead: Mayumi Abe Ersatz: Mayumi Seguchi      | Bayview Country Club, Thornhill Skip: Alison Goring Third: Kristin Turcotte Second: Andrea Lawes Lead: Cheryl McPherson Ersatz: Anne Merklinger |
| Norwegen | Schottland | Schweden | Schweiz | Vereinigte Staaten |
| Snarøen CC, Oslo Skip: Dordi Nordby Third: Hanne Pettersen Second: Mette Halvorsen Lead: Anne Jøtun                                         | Greenacres CC, Renfrewshire Skip: Carolyn Hutchinson Third: Claire Milne Second: Mairi Milne Lead: Tara Brown | Frösö-Oden CK, Östersund Skip: Lotta Giesenfeld Third: Helena Svensson Second: Elisabeth Hansson Lead: Annika Lööf Ersatz: Lena Mårdberg | Uitikon-Wald CC, Uitikon Skip: Brigitte Leutenegger Third: Gisela Peter Second: Marianne Gutknecht Lead: Karin Leutenegger | Denver CC, Denver Skip: Bev Behnke Third: Dawna Bennett Second: Susan Anschuetz Lead: Pam Finch Ersatz: Lisa Schoeneberg                        |

## Tabelle der Round Robin
| Schlüssel | Schlüssel                      |
| --------- | ------------------------------ |
|           | Qualifiziert für die Play-offs |
|           | Tie-Breaker                    |

| Platz | Team               | Spiele | Siege | Ndlg. |
| ----- | ------------------ | ------ | ----- | ----- |
| 1.    | Kanada             | 9      | 8     | 1     |
| 2.    | Schottland         | 9      | 6     | 3     |
| 3.    | Dänemark           | 9      | 6     | 3     |
| 4.    | Norwegen           | 9      | 6     | 3     |
| 5.    | BR Deutschland     | 9      | 5     | 4     |
| 6.    | Schweden           | 9      | 5     | 4     |
| 7.    | Schweiz            | 9      | 4     | 5     |
| 8.    | Vereinigte Staaten | 9      | 2     | 7     |
| 9.    | Frankreich         | 9      | 2     | 7     |
| 10.   | Japan              | 9      | 1     | 8     |

## Ergebnisse der Round Robin

### Runde 1
| Begegnung          | Resultat |
| ------------------ | -------- |
| Schweiz – Schweden | 6:7      |

| Begegnung        | Resultat |
| ---------------- | -------- |
| Dänemark – Japan | 9:4      |

| Begegnung             | Resultat |
| --------------------- | -------- |
| Norwegen – Frankreich | 7:1      |

| Begegnung                       | Resultat |
| ------------------------------- | -------- |
| Vereinigte Staaten – Schottland | 5:9      |

| Begegnung               | Resultat |
| ----------------------- | -------- |
| BR Deutschland – Kanada | 2:6      |

### Runde 2
| Begegnung                 | Resultat |
| ------------------------- | -------- |
| BR Deutschland – Norwegen | 7:2      |

| Begegnung             | Resultat |
| --------------------- | -------- |
| Frankreich – Schweden | 2:7      |

| Begegnung                    | Resultat |
| ---------------------------- | -------- |
| Schweiz – Vereinigte Staaten | 8:3      |

| Begegnung      | Resultat |
| -------------- | -------- |
| Kanada – Japan | 8:4      |

| Begegnung             | Resultat |
| --------------------- | -------- |
| Dänemark – Schottland | 5:8      |

### Runde 3
| Begegnung               | Resultat |
| ----------------------- | -------- |
| Frankreich – Schottland | 7:6      |

| Begegnung                | Resultat |
| ------------------------ | -------- |
| Schweiz – BR Deutschland | 3:7      |

| Begegnung         | Resultat |
| ----------------- | -------- |
| Kanada – Dänemark | 7:8      |

| Begegnung           | Resultat |
| ------------------- | -------- |
| Schweden – Norwegen | 3:10     |

| Begegnung                  | Resultat |
| -------------------------- | -------- |
| Japan – Vereinigte Staaten | 6:3      |

### Runde 4
| Begegnung                   | Resultat |
| --------------------------- | -------- |
| Vereinigte Staaten – Kanada | 4:7      |

| Begegnung           | Resultat |
| ------------------- | -------- |
| Norwegen – Dänemark | 3:7      |

| Begegnung          | Resultat |
| ------------------ | -------- |
| Japan – Schottland | 3:7      |

| Begegnung            | Resultat |
| -------------------- | -------- |
| Schweiz – Frankreich | 10:5     |

| Begegnung                 | Resultat |
| ------------------------- | -------- |
| Schweden – BR Deutschland | 4:6      |

### Runde 5
| Begegnung       | Resultat |
| --------------- | -------- |
| Japan – Schweiz | 7:11     |

| Begegnung             | Resultat |
| --------------------- | -------- |
| Schweden – Schottland | 2:7      |

| Begegnung                     | Resultat |
| ----------------------------- | -------- |
| Vereinigte Staaten – Norwegen | 2:7      |

| Begegnung                 | Resultat |
| ------------------------- | -------- |
| BR Deutschland – Dänemark | 4:8      |

| Begegnung           | Resultat |
| ------------------- | -------- |
| Kanada – Frankreich | 9:3      |

### Runde 6
| Begegnung           | Resultat |
| ------------------- | -------- |
| Schweden – Dänemark | 7:3      |

| Begegnung        | Resultat |
| ---------------- | -------- |
| Kanada – Schweiz | 7:6      |

| Begegnung              | Resultat |
| ---------------------- | -------- |
| BR Deutschland – Japan | 8:2      |

| Begegnung                       | Resultat |
| ------------------------------- | -------- |
| Frankreich – Vereinigte Staaten | 6:7      |

| Begegnung             | Resultat |
| --------------------- | -------- |
| Schottland – Norwegen | 1:6      |

### Runde 7
| Begegnung                   | Resultat |
| --------------------------- | -------- |
| Schottland – BR Deutschland | 6:5      |

| Begegnung          | Resultat |
| ------------------ | -------- |
| Japan – Frankreich | 2:11     |

| Begegnung          | Resultat |
| ------------------ | -------- |
| Dänemark – Schweiz | 4:7      |

| Begegnung         | Resultat |
| ----------------- | -------- |
| Norwegen – Kanada | 5:6      |

| Begegnung                     | Resultat |
| ----------------------------- | -------- |
| Vereinigte Staaten – Schweden | 3:6      |

### Runde 8
| Begegnung        | Resultat |
| ---------------- | -------- |
| Norwegen – Japan | 8:3      |

| Begegnung                           | Resultat |
| ----------------------------------- | -------- |
| BR Deutschland – Vereinigte Staaten | 2:5      |

| Begegnung         | Resultat |
| ----------------- | -------- |
| Schweden – Kanada | 4:5      |

| Begegnung            | Resultat |
| -------------------- | -------- |
| Schottland – Schweiz | 6:4      |

| Begegnung             | Resultat |
| --------------------- | -------- |
| Frankreich – Dänemark | 6:4      |

### Runde 9
| Begegnung                     | Resultat |
| ----------------------------- | -------- |
| Dänemark – Vereinigte Staaten | 6:2      |

| Begegnung           | Resultat |
| ------------------- | -------- |
| Schottland – Kanada | 4:5      |

| Begegnung                   | Resultat |
| --------------------------- | -------- |
| Frankreich – BR Deutschland | 4:12     |

| Begegnung        | Resultat |
| ---------------- | -------- |
| Japan – Schweden | 3:12     |

| Begegnung          | Resultat |
| ------------------ | -------- |
| Norwegen – Schweiz | 6:3      |

## Tie-Breaker
Die punktgleichen Mannschaften aus den Vereinigten Staaten und Frankreich spielten die Platzierungen 8 und 9 aus
| Begegnung                       | Resultat |
| ------------------------------- | -------- |
| Vereinigte Staaten – Frankreich | 8:5      |

## Play-off

### Turnierbaum
|  | Halbfinale | Halbfinale | Halbfinale |  |  | Finale | Finale     | Finale |
|  |            |            |            |  |  |        |            |        |
|  |            |            |            |  |  |        |            |        |
|  | 1          | Kanada     | 4          |  |  |        |            |        |
|  | 4          | Norwegen   | 7          |  |  |        |            |        |
|  |            |            |            |  |  | 4      | Norwegen   | 4      |
|  |            |            |            |  |  | 2      | Schottland | 2      |
|  | 2          | Schottland | 8          |  |  |        |            |        |
|  | 3          | Dänemark   | 3          |  |  |        |            |        |
|  |            |            |            |  |  |        |            |        |

### Halbfinale
| Begegnung         | Resultat |
| ----------------- | -------- |
| Kanada – Norwegen | 4:7      |

| Begegnung             | Resultat |
| --------------------- | -------- |
| Schottland – Dänemark | 8:3      |

### Finale
| Begegnung             | Resultat |
| --------------------- | -------- |
| Norwegen – Schottland | 4:2      |

## Endstand
| Platz | Land               |
| ----- | ------------------ |
| 1     | Norwegen           |
| 2     | Schottland         |
| 3     | Kanada             |
| 3     | Dänemark           |
| 5     | BR Deutschland     |
| 6     | Schweden           |
| 7     | Schweiz            |
| 8     | Vereinigte Staaten |
| 9     | Frankreich         |
| 10    | Japan              |